# 相生町 (境港市)
相生町（あいおいちょう）は、鳥取県境港市の町名。郵便番号は684-0011（境港郵便局管区）。 

## 地理
弓浜半島の北端部に位置し、北は境水道に面する。

## 歴史
明治初年は栄町、末広町に続く問屋・商店街を形成して繁栄した
1870年（明治3年）9月3日から1887年（明治20年）8月23日に至るまでの境町の町名。1887年（明治20年）8月23日、境町の小町はいったん廃止され、単に「境町」とのみ呼称したが、1926年（大正15年）5月15日再び境町の大字「相生町」として設定された。表記の方法は、大字の文字は表記せず、「境町相生町」となる。
1954年（昭和29年）に境町が周辺の渡村・外江町・上道村・余子村・中浜村と合併して境港町となった際に境港町の大字「相生町」となる。1956年（昭和31年）、市制施行に伴い境港市の町名「相生町」となる。

## 世帯数と人口
2021年（令和3年）12月31日現在の世帯数と人口は以下の通りである。
| 町丁   | 世帯数 | 人口  |
| ------ | ------ | ----- |
| 相生町 | 65世帯 | 120人 |

### 人口の変遷
国勢調査等による人口の推移
| 1955年（昭和30年） | 741人 |  |
| 1980年（昭和55年） | 347人 |  |

### 世帯数の変遷
国勢調査等による世帯数の推移。
| 1955年（昭和30年） | 206世帯 |  |
| 1980年（昭和55年） | 119世帯 |  |

- 明治初年の戸数・人口は1丁目67・318、2丁目20・97[4]。

## 小・中学校の学区
市立小・中学校に通う場合、学区は以下の通りとなる。
| 番地 | 小学校           | 中学校             |
| ---- | ---------------- | ------------------ |
| 全域 | 境港市立境小学校 | 境港市立第一中学校 |

## 交通

### 鉄道
町内に鉄道駅はない。

### 道路
- 海岸通り

## 施設
- つちえ内科・小児科クリニック

## 出身人物・ゆかりのある人物

### 実業家
- 堀啓三 - 元小西六写真工業取締役

義父は岡田汽船社長岡田庄作。
- 増谷慶一郎 - 元増谷薬局代表取締役。

### 政治家
- 河西力雄 - 元境港市議会議長。住所が相生町。